# 崔模
崔 模（さい ぼ、生没年不詳）は、北魏の官僚・軍人。字は叔軌。本貫は博陵郡安平県。

## 経歴
崔弁の子として生まれた。成長すると身長は8尺あり、胴回りも同じくらいあった。家を出てその叔父の後を嗣いだ。奉朝請を初任とし、太尉祭酒・尚書金部郎中・太尉主簿を経て、中郎に転じた。太子家令となったが、公務上の事件の責任を問われて免官された。神亀年間、官に復帰し、冠軍将軍・中散大夫の位を受けた。後に魯陽郡太守として出向した。
521年（正光2年）、襄陽の民衆がひそかに北魏への帰順を求めてきたため、崔模は別将となり、淮南王元世遵の下で軍を率いて襄陽に赴いた。事が梁に漏れて、内応者が梁の雍州刺史に殺害され、襄陽の守りを固められたため、崔模は襄陽の街を焼いて帰還した。敗戦の罪を問われて、免官された。524年（正光5年）、蕭宝寅が関隴の莫折念生の乱を討つために軍を発すると、崔模はその下で西征別将となり、しばしば戦功を挙げて、持節・光禄大夫・都督別道諸軍事に任じられ、安東将軍の号を加えられた。
永安年間、万俟醜奴が部将の郝虎を派遣して南侵させると、崔模は郝虎の陣営を攻め破って、郝虎を捕らえた。功績により槐里県開国伯に封じられた。後に仮の征東将軍となり、行岐州事をつとめた。まもなく反乱軍を攻撃して深入りし、戦没した。撫軍将軍・相州刺史の位を追贈された。永熙年間にさらに都督定相冀三州諸軍事・驃騎大将軍・儀同三司・相州刺史の位を贈られた。
子に崔士護があった。

## 伝記資料
- 『魏書』巻56 列伝第44
- 『北史』巻32 列伝第20